# Sexuální násilí
Sexuální násilí je takový sexuálně motivovaný čin nebo pokus o něj, při kterém jedna osoba sexuálním způsobem překročí osobní hranice druhé osoby. Děje se tak za použití násilí (fyzické převahy či převahy moci) ze strany pachatele, bez souhlasu či plného vědomí oběti a zcela nezávisle na vztahu pachatele a oběti. Podle definice Světové zdravotnické organizace (WHO) spadá pod sexuální násilí „jakékoliv sexuální jednání zahrnující pokusy o dosažení sexuálního styku, nežádoucí sexuální poznámky a návrhy, činy směřující k obchodování s lidmi či jinak namířené proti sexualitě jedince, které využívají nátlak“.
Sexuální násilí je skrytým a závažným zdravotním i sociálním problémem a týká se nemalé části populace. Je považováno za jeden z nejčastějších a nejrozšířenějších případů porušení lidských práv s nejvíce traumatizujícími následky pro oběti. V České republice je sexuální násilí posuzováno jako trestný čin proti lidské důstojnosti v sexuální oblasti (hlava III trestního zákoníku).

"Ještě ne, prosím!"

## Realizace
Realizací sexuálního násilí nemusí být pouze vynucený fyzický kontakt (např. doteky, pohlavní styk), ale také nátlak psychický, včetně pohrůžky násilí (popř. bezprostředního násilí) nebo jakákoliv jiná forma chování, která v konkrétní situaci narušuje hranici intimity a integrity druhé osoby.
Násilí jako pojem je částečně (nepřímo) definováno v § 119 trestního zákoníku: trestní právo považuje za násilí i stav, kdy pachatel trestného činu uvede oběť lstí nebo jiným způsobem do stavu bezbrannosti. K výkladu pojmu je vždy třeba vztáhnout souvislosti, které obsahují znaky násilí. V teorii se rozlišuje násilí ve formě vis absoluta (je zcela znemožněno vyjádření vlastní vůle oběti a projev jiného než vynuceného chování, např. když je oběť spoutána způsobem, který vylučuje svévolný pohyb) a násilí ve formě vis compulsiva (vyjádření vůle oběti není zcela znemožněno, ale pod záminkou donucení k určité formě jednání je působeno na její psychiku v takové míře, že je touto formou násilí vyjádření její vlastní vůle ovlivněno, např. fyzické trestání spojené s vyhrožováním, že toto bude pokračovat až do doby, kdy se oběť podvolí požadavku pachatele). Společným znakem obou těchto forem násilí je "použití fyzické síly k překonání nebo zamezení odporu".
Samo o sobě nemusí být sexuální násilí nevyhnutelně spojeno s ublížením na zdraví: jeho podstata tkví v přímém útoku proti tělu poškozeného. Pohrůžka bezprostředního násilí je namířena přímo proti osobě oběti v čase útoku (např. vyhrožováním fyzickým ublížením v případě nepodvolení se aktu), pohrůžka násilí se pak může vztahovat i ke třetí osobě (např. vyhrožování týkající se rodiny či blízké osoby oběti) nebo hodnotě (např. napadení dobré pověsti oběti pachatelem, zapříčinění ztráty zaměstnání). Pachatel sexuálně motivovaného činu při jeho realizaci či pokusu o realizaci vždy zneužívá své fyzické či společenské převahy nad obětí. Právo jedince nebýt vystaven násilí, pohrůžce násilí či bezprostředního násilí je v České republice coby nedotknutelné zakotveno v Listině základních práv a svobod a lze je omezit pouze zákonem.

### Znásilnění
Znásilnění je nejzávažnějším sexuálně motivovaným násilným činem. O znásilnění se jedná, pokud pachatel s cílem uspokojení vlastního sexuálního pudu donutí za použití násilí či pohrůžky bezprostředního násilí druhou osobu k souloži či jiné formě sexuálního kontaktu (z hlediska trestní sazby zákon nevnímá rozdíl mezi zneužitím vykonaným souloží a zneužitím vykonaným jiným způsobem), nebo za účelem dosažení sexuálního styku či kontaktu zneužije bezbrannosti druhé osoby, která se tímto stává obětí trestného činu. Za znásilnění se nepovažuje pouhý záměr osoby vykonat soulož s jinou osobou proti její vůli: zákon vyžaduje, aby k dosažení aktu bylo využito násilí či pohrůžky násilí.
Donucení znamená stav, kdy pachatel svým násilným jednáním překoná vážně míněný odpor druhé osoby, nebo kdy druhá osoba nemůže z nejrůznějších důvodů odpor vyjádřit (např. ve stavu opilosti, drogového ovlivnění, hlubokého spánku, horečky, omezení pohyblivosti ze strany pachatele apod.). Nehraje přitom roli, za jakých podmínek a z přičinění koho se oběť do stavu omezeného vyjádření odporu dostala.
Za znásilnění se považuje i akt, kterým pachatel nesměřuje přímo k penilně-vaginálnímu styku, ale kdy usiluje např. o dosažení orálního nebo análního styku. O znásilnění hovoříme také v případě, kdy souhlas oběti se souloží je vydán z nemožnosti najít jiné východisko. Takový souhlas není považován za svobodný. Souhlasem se proto nemyslí ani taková situace, kdy oběť nabídne pachateli před stykem prezervativ, aby se vyhnula případným zdravotním následkům znásilnění nebo možnému těhotenství.
Znásilnění je v České republice trestným činem podle § 185 trestního zákoníku a je identifikováno jako čin, když někdo s jiným proti jeho seznatelné vůli vykoná soulož nebo jiný pohlavní styk provedený způsobem srovnatelným se souloží, kdo jiného donutí k souloži nebo jinému pohlavnímu styku provedenému způsobem srovnatelným se souloží s jinou osobou, nebo kdo k takovému činu zneužije jeho bezbrannosti.

### Další sexuálně motivované trestné činy
Mimo znásilnění popisuje trestní zákoník následující trestné činy proti lidské důstojnosti v sexuální oblasti:
- sexuální nátlak
- pohlavní zneužití
- soulož mezi příbuznými
- kuplířství
- prostituce ohrožující mravní vývoj dětí
- šíření pornografie
- výroba a jiné nakládání s dětskou pornografií
- zneužití dítěte k výrobě pornografie
- účast na pornografickém představení
- navazování nedovolených kontaktů s dítětem[11]

## Historie

### Starověk
V době před institucionalizací manželství byl únos ženy mužem (spojen se sexuální agresí) poměrně častým způsobem obstarání si partnerky. I samotný anglický výraz pro znásilnění, „rape“, je odvozen z latinského „rapere“, což znamená „uloupit, zmocnit se“. Znásilnění ženy pak byl častý a jistý způsob, jak ji k sobě připoutat bez nutnosti procházet procesem zdlouhavých námluv, neboť zejména ve východní kultuře v předkřesťanské době žena, která byla znásilněna, ztratila svou důstojnost a pro rodinu bylo takřka nemožné najít pro ni manžela a ekonomicky výhodně ji provdat. Její provdání za muže, kterým byla znásilněna, znamenalo pro rodinu takové ženy zcela přirozené řešení situace.
I po institucionalizaci manželství sloužila dcera v rodině především jako neproblematický způsob předání majetku a možnost navýšení společenského statusu otce rodiny. S hodnotou nevěsty bylo neodmyslitelně spjato i její panenství. Znásilnění nevěsty bylo tedy vnímáno jako forma znehodnocení majetku, nikoliv jako útok na její důstojnost, a rodina měla nárok požadovat po násilníkovi náhradu za ušlý zisk z panenství. V mnoha společnostech byla trestem za znásilnění povinnost násilníka si znásilněnou ženu vzít, neboť podobně jako v době před institucionalizací manželství by byla dívka po ztrátě panenství pro rodinu jinak ekonomicky nevyužitelná. Ve staré Babylónii či Asýrii mohl otec znásilněné rozhodnout o tzv. „odplatném znásilnění“, kdy byla odplatou znásilněna sestra násilníka. Tento postup je i na počátku 21. století praktikován v některých oblastech Jižní Ameriky a Peru.
Obdobně starozákonní pojetí vnímalo znásilnění jako urážku na cti rodiny a otci znásilněné musela být vyplacena „cena nevěsty“. Ta se ovšem neodvíjela od povahy činu, ale od socioekonomického statusu ženy, její rodiny a (nebo) násilníka. Žena ovšem musela předložit věrohodný důkaz o tom, že nemohla znásilnění zabránit. Pokud se čin odehrál ve městě, kde měla možnost volat o pomoc a pomoci se jí nedostalo, předpokládalo se, že s činem souhlasila. Stala se tedy spoluviníkem a trestem pro ni i násilníka byla obvykle smrt ukamenováním. Pokud se znásilnění odehrálo mimo město, kde o pomoc volat nemohla, vinnou shledána nebyla.

### Středověk
Ani v čase a prostoru raně středověké (cca 9.-11. stol. n. l.) křesťanské Evropy nebylo znásilnění vnímáno jako prohřešek vůči tělesné integritě ženy, ale stále coby útok na rodovou čest a majetkový problém. Ze znásilnění nebylo možno obvinit krále nebo biskupa, neboť tresty odrážely absolutní panovnickou moc. Byl-li obviněn ze znásilnění kněz, mohl před oltářem v kněžském rouchu přísahat, že se činu nedopustil, a tímto byl oficiálně zproštěn obvinění. Naopak přísněji sankcionováno bylo znásilnění jeptišky. Britské ostrovy jako první zavedly tresty nejen za znásilnění, ale také za jiné formy sexuálního napadení (např. osahávání na intimních partiích).
Raný feudalismus přinesl možnost únosu a znásilnění dědičky z vysoce postavené rodiny jako způsobu, jakým mohl násilník dosáhnout zvýšení vlastního sociálního postavení - znásilněnou ženu totiž po činu musel pojmout za manželku. Krádež nevěsty jakožto způsob vynucení svazku se stal nepřijatelným a právně nevalidním až ve 12. století našeho letopočtu. Až tehdy začalo být v anglosaském prostoru znásilnění vnímáno jako vážný zločin na ženě, nikoliv pouze na rodině či rodu, a pouze žena sama tedy mohla vznést obvinění. Druhé westminsterské opatření z roku 1285 zásadně změnilo anglické trestní právo, kdy znásilnění bylo definováno coby státní trestný čin. Tímto si stát přivlastnil roli oběti a mohl pachatele stíhat, aniž by ze strany skutečné fyzické oběti byla podána žaloba. Nejčastějším trestem i nadále zůstávala peněžní pokuta a smrt, hrdelní trest následoval vždy, bylo-li obětí znásilnění dítě. Nezřídkakdy se trestu za své vlastní znásilnění nevyhnula ani žena sama. V českých zemích až král Václav I. (1230 – 1253) zakázal prodej znásilněných či smilnících žen do otroctví (zejména do uherských zemí), kde byly jako „opotřebované“ určeny k nucené prostituci.
V prostředí českých zemí obecně mnohem déle přetrvalo pojetí znásilnění jako rodové urážky a znehodnocení majetku. Tlak, aby autoritu nad trestným činem znásilnění po vzoru anglického trestního práva přejal stát, byl zaznamenán až v době předhusitské na sklonku 14. století n. l.

### Novověk a moderní doba
V období mezi 16. – 18. století n. l. až třetinu všech trestných činů v rakouském mocnářství tvořily zločiny sexuálně motivované. Mezi tyto případy se ovšem počítaly i zločiny bigamie a cizoložství. Znásilnění představovalo v té době jen zlomek z celkového počtu vyšetřovaných sexuálně motivovaných činů. Zvláštním případem bylo znásilňování v době válečných konfliktů, kdy po znásilnění dobyvatelem takto poškozená žena prakticky neměla šanci dovolat se práva.
Tereziánský zákoník z roku 1768 nově stíhal za trestný čin znásilnění i toho, kdo by takovému činu napomáhal. Tresty za takové zločiny byly stále hrdelní, se zvlášť brutálními způsoby výkonu (např. vpletení do kola) v případě přitěžujících okolností (znásilnění jeptišky, křesťanky židem apod.).
Tzv. „varovné pravidlo“ lorda Matthewa Halea (1609–1676), právníka a jednoho z představitelů anglického zvykového práva, postavilo ženu do pozice, kdy musela s vynaložením veškerých prostředků i pod hrozbou smrti hájit svou nevinu a dokázat, že k činu znásilnění skutečně došlo. „Varovné pravidlo“, jehož kořeny jsou datovány do 16. století a které na několik dalších staletí redefinovalo pojetí znásilnění v evropském i světovém měřítku, totiž znělo: „Musíme pamatovat na to, že je velice snadné vznést obvinění ze znásilnění a velice těžké je dokázat, a ještě těžší je bránit se takovému nařčení, i když není úplně nevinné.“ K obvinění a vynesení trestu již nestačilo pouhé ženino slovo a samotná povaha trestného činu.
Přisuzování zvláštní vážnosti indiciím jako je místo činu, sexuální zkušenosti napadené i pachatele, panenství oběti apod. přetrvalo ve formě důkazního materiálu při trestním řízení až do 20. století, stejně jako stále přežíval Haleův názor, že „manžel nemůže být vinen ze znásilnění vlastní ženy“, neboť ta se mu vstupem do manželství dobrovolně uvázala pro zbytek života i po sexuální stránce. Teprve ve 20. století byla připuštěna možnost, že ke znásilnění může dojít i v rámci manželství. Fiktivní premisa, že sex v manželství je legitimně vynutitelný i přes nesouhlas jedné ze stran, byla oficiálně odmítnuta až v druhé polovině 20. století. V Československu byl roku 1950 nahrazen termín „násilné smilstvo“ slovem „znásilnění“.
V druhé polovině 20. století došlo zejména v severoamerickém prostoru k dalším úpravám v definici znásilnění zejména v souvislosti s rasovou otázkou, neboť do té doby byla jednou z indicií při posuzování naplnění skutkové podstaty trestného činu i etnická či rasová příslušnost poškozené strany. Již dříve v době otrokářské nebylo znásilnění černé otrokyně považováno za zločin vůči ní, ale vůči jejímu majiteli, a nebylo přirozeně trestáno, pokud byl pachatelem přímo otrokář. Podobný rasově nerovný postup se při posuzování znásilnění uplatňoval i později a to i ve vztahu k jiným národnostním menšinám (Irům, Italům, původnímu americkému obyvatelstvu atd.).

## Oběti a pachatelé
Značná část sexuálně motivovaných trestných činů se odehrává v prostředí nejbližší rodiny. Pachatelem i obětí může být žena i muž bez ohledu na věk, tělesnou, duševní nebo sexuální vyspělost. Při posuzování naplnění skutkové podstaty trestného činu nehraje roli pověst či životní styl pachatele nebo oběti ani jejich vzájemná vztahová blízkost. Skutková podstata trestného činu může být tedy naplněna i tehdy, pokud pachatelem (pachatelkou) násilí je osoba, se kterou oběť žije či žila v dlouhodobém intimním vztahu, nebo se kterou měla oběť dobrovolný jednorázový sexuální styk. Může být jeho (její) manželkou, manželem, druhem, družkou či partnerem nebo partnerkou v registrovaném partnerství. Reálně je ovšem v těchto případech velmi obtížně prokazatelné, zda k trestnému činu došlo.
Jen minimum případů sexuálního napadení je spácháno osobami, u nichž je prokázána nějaká forma sexuální deviace. Stejně tak se ve výrazné početní menšině vyskytují případy napadení cizím, sériově jednajícím pachatelem v neznámém a rizikovém prostředí (což je zároveň hluboce zakořeněný mýtus o typické podobě znásilnění).

### Latence u sexuálních deliktů
Sexuální násilí je jev, u kterého se tradičně vyskytuje vysoká míra latence (stav, kdy trestný čin proběhl a přesto nebyl oznámen). Výzkumy latence realizované na území EU mezinárodními výzkumnými skupinami uvádějí obecně značný rozdíl mezi tendencemi k nahlašování trestných činů v zemích západní a východní Evropy. Zatímco v západoevropských zemích nahlašuje tyto případy až 52% obětí, ochota východoevropských obětí se zdá být znatelně nižší: nahlásit trestný čin se odhodlá pouze kolem 30% obětí. Z těchto výzkumů přitom vyplývá, že nejvyšší latenci vykazují právě delikty se sexuálně násilným podtextem. Podle těchto zdrojů pouze 8% ze všech obětí znásilnění takový čin nahlásí. U znásilnění intrafamiliárního (spáchaného rodinným příslušníkem) jsou to dokonce pouze 3%. V průběhu života se přitom s některou z forem sexuálního násilí setká až 25% žen a 6 až 10% mužů. Je tedy zřejmé, že oficiální statistiky neposkytují výstižný obraz míry výskytu sexuálně motivovaných trestných činů.
Nenahlašování případů sexuálního násilí může mít mnoho příčin. Mezi ty základní patří:
- vztah oběti k pachateli (pachatelem je ve většině případů osoba, kterou oběť dobře zná, má k ní citový vztah, oběť akt bagatelizuje, popř. se bojí reakce pachatele);
- důkazní problémy (sexuální delikty se typicky odehrávají v ústraní, kdy jediným svědkem bývá oběť aktu a její výpověď pak často stojí proti výpovědi pachatele zcela osamocena, zvlášť, pokud v průběhu zneužití nedošlo k tělesnému poranění);
- strach z průběhu vyšetřování i soudního projednávání věci (sekundární traumatizace spojená s policejním výslechem, znaleckým vyšetřováním i hlavním soudním líčením) a jejich dopadem na osobní život oběti;
- strach z viktimizace a sekundární stigmatizace oběti (plynoucí z mýtů o znásilnění, „přehazování“ části viny za čin na oběť, představa, že slušně a správně se chovající žena se nemůže dostat do situace, kdy by byla znásilněna, podobně jako heterosexuální muž by se sám od sebe nedostal do kontaktu s homosexuálním agresorem a styk tak musel proběhnout v konsensu).[20]

Tyto příčiny se mohou různě prolínat. Gynekolog a sexuolog Petr Kovář např. zmiňuje případy, kdy je oběť rodinou odrazována od nahlášení trestného činu ze strachu ze ztráty dobré pověsti. Vysoká latence u sexuálně motivovaných trestných činů zpravidla není odborníky zpochybňována. Odborníci z řad členů pomáhajících profesí (lékaři, psychologové, sociální pracovníci) se s touto problematikou musejí vyrovnávat zejména tehdy, kdy latentní oběť sexuálního násilí vyhledá odbornou pomoc kvůli specifickým zdravotním či jiným obtížím, aniž by přitom uvedla ve známost tuto prodělanou traumatizující zkušenost, která může mít přímou souvislost s jejím aktuálním psychosomatickým či sociálním stavem.

### Sexuální násilí na dětech
Na přelomu 20. a 21. století se fenomén sexuálního zneužívání dětí stal problémem, který je ostře sledován jak odborníky, tak i širokou veřejností. V drtivé většině případů je dítě zneužito osobou, kterou samo důvěrně zná. Třetina až polovina všech případů sexuálního zneužívání dítěte se odehrává v prostředí rodiny. Nejčastějšími pachateli bývají otcové, nevlastní otcové, bratři, nevlastní bratři a strýcové. Zneužívání dítěte v rámci rodiny mívá obvykle dlouhodobý charakter a s vyšší četností než v případě zneužití cizí osobou zahrnuje i penetraci či jiné násilné vniknutí části těla pachatele do tělesného otvoru dítěte.
Pachateli zhruba 8 % intrafamiliárního zneužití dítěte jsou jeho vlastní rodiče (častěji otec než matka). Sexuální zneužití dítěte rodičem přitom patří mezi klinicky nejzávažnější formy sexuálního zneužívání dětí. Rodiny, kde je kontinuálně (setrvale, dlouhodobě, s různou frekvencí či pravidelností) zneužíváno jedno nebo více dětí, nazýváme rodinami incestními.
Charakter situace, ve které je dospělou osobou sexuálně zneužíváno dítě, bývá latentní a důsledně utajovaný. Proto je jen velmi obtížné získat přesná data o výskytu těchto případů a jejich skutečný počet je tak možno pouze odhadovat. Předpokládá se, že skutečný výskyt případů sexuálního zneužití dítěte je mnohonásobně vyšší než počet činů ohlášených odpovědným orgánům (policie, OSPOD). Nejobjektivnější data o výskytu sexuální zneužití dítěte přinášejí studie prevalence, které využívají retrospektivních výpovědí dospělých osob. Některé z takto metodologicky pojatých reprezentativních zahraničních studií (např. studie organizace National Society for Prevention of Cruelty to Children z let 1994-5) uvádějí, že až 16 % všech dětí se během svého dětství či dospívání setká s projevem sexuálního násilí. Výsledky studií vedených podle stejné metodologie (např. Retrospektivní studie pohlavního zneužívání v dětství u dospělé populace ČR, Krizové centrum Linky bezpečí) odhalují, že obětí sexuálního zneužívání se v České republice stalo až 26% ze současné dospělé populace. V 60% případů se jednalo o zneužití blízkým rodinným příslušníkem.
Specifickým případem sexuálního zneužívání dětí je tzv. komerční sexuální zneužívání dítěte. Mezi jeho tři hlavní podoby patří:
- obchodování s dětmi,
- dětská prostituce a
- dětská pornografie.[28]

## Pomoc obětem v ČR

### Persefona
Persefona, z.s. vznikla roku 2007 odloučením od programu proti domácímu násilí Ligy lidských práv (program poskytoval pomoc obětem domácího násilí od roku 1999). Jejím hlavním posláním a účelem je zvýšení úrovně porozumění všem aspektům problematiky domácího a sexuálního násilí a hledat optimální způsoby jejího řešení. Organizace vykazuje následující aktivity:
- poskytování komplexní odborné podpory obětem,[30][31] osobám blízkým[32] i osobám s potížemi se zvládáním agrese, které se často stávají pachateli domácího či sexuálního násilí;[33]
- podílení se na osvětové a vzdělávací činnosti pro laickou i odbornou veřejnost;
- poukazování na potřebu systémových změn v oblasti sexuálního a domácího násilí a participace na jejich prosazování;
- rozvíjení spolupráce státních i nestátních institucí podílejících se na řešení problematiky domácího a sexuálního násilí.[34]

Persefona spolupracuje s médii, do svých aktivit krom stálých zaměstnanců zahrnuje i dobrovolníky, přijímá dárcovské i sponzorské dary.
Sídlo organizace se nachází v Brně na Gorkého ulici a poskytuje své služby především klientům z Jihomoravského kraje.

### SASA
Na území České republiky funguje jediná svépomocná organizace na pomoc obětem sexuálního zneužití. Je jí SASA (z anglického "Sexual Assault Survivors Anonymous", česky "Anonymní, kteří přežili sexuální útok"). SASA ČR je součástí celosvětové sítě svépomocných skupin sdružených pod názvem SASA Worldwide.
SASA není terapeutickou skupinou, nenabízí odbornou pomoc a není vedena experty. Nemá být náhradou profesionální pomoci (např. psychoterapeutické či právnické), pokud je tato vyžadována. Program je charakterizován coby "svépomocný duchovní", vychází tedy z předpokladu přítomnosti "Vyšší síly", byť není existence organizace přímo spjata s žádným konkrétním náboženstvím.
SASA nevybírá od svých členů poplatky, nepřijímá finanční dary, neposkytuje veřejná vyjádření k medializovaným sexuálním kauzám a svou povahou chrání zejména anonymitu svých členů. Svým založením tedy kopíruje praxi spolku Anonymních alkoholiků, který je taktéž koncipován jako skupina svépomocná. SASA upravila dvanáct tradic, dvanáct příslibů a dvanáct kroků Anonymních alkoholiků, aby lépe vyhovovaly podstatě traumatu obětí sexuálního útoku a efektivně napomáhaly na cestě k uzdravení.
Pražská skupina SASA byla založena roku 2015 a je určena coby kontaktní pro oblast Evropy. Kromě ní se na území České republiky schází ještě lokální skupina SASA Brno. Na Slovensku se anonymní oběti scházejí na místní skupině v Bratislavě, která byla založena roku 2017. Vznik jakékoliv další lokální skupiny je v případě potřeby kontaktními skupinami vítán.

### Bílý kruh bezpečí
Bílý kruh bezpečí, z.s. (dále jen BKB) je v České republice působící nepolitický humanitární spolek, jehož primárním posláním je pomoc obětem trestné činnosti a prevence trestné činnosti. Obětem trestných činů poskytuje BKB bezodkladnou kombinovanou pomoc ve formě:
- právního poradenství,
- psychologického poradenství,
- sociálního poradenství a
- předání praktických rad a informací.[43]

K prvokontaktu klienta s BKB může dojít prostřednictvím spolkem provozované bezplatné nonstop telefonní linky pro oběti kriminality a domácího násilí (116 006), pro oběti a svědky trestných činů (257 317 110) či DONA linky pro oběti domácího násilí (251 511 313). Zároveň je možné vyhledat pomoc spolku prostřednictvím Celostátní sítě poraden BKB, Centrály BKB v Praze, Intervenčního centra BKB v Ostravě nebo klíčových sociálních pracovníků pro zvlášť zranitelné oběti a pozůstalé.
Spolek vznikl roku 1991 jako Bílý kruh bezpečí, o.s., se sídlem v Praze. K roku 2018 provozuje celkem devět poboček (Praha, České Budějovice, Brno, Jihlava, Liberec, Olomouc, Ostrava, Pardubice, Plzeň).